# Richie Towell
Richard Towell (Dublín, Irlanda, 17 de julio de 1991), conocido como Richie Towell, es un futbolista irlandés. Juega como centrocampista.

## Clubes
| Club                            | País       | Año       |
| ------------------------------- | ---------- | --------- |
| Celtic F. C.                    | Escocia    | 2010-2012 |
| Hibernian F. C. (cedido)        | Escocia    | 2011-2012 |
| Dundalk F. C.                   | Irlanda    | 2013-2016 |
| Brighton & Hove Albion F. C.    | Inglaterra | 2016-2019 |
| Rotherham United F. C. (cedido) | Inglaterra | 2017-2019 |
| Salford City F. C.              | Inglaterra | 2019-2021 |
| Shamrock Rovers F. C.           | Irlanda    | 2021-2024 |

## Palmarés

### Campeonatos nacionales
| Título                   | Club          | País    | Año  |
| ------------------------ | ------------- | ------- | ---- |
| Liga irlandesa de fútbol | Dundalk F. C. | Irlanda | 2014 |
| Liga irlandesa de fútbol | Dundalk F. C. | Irlanda | 2015 |